# Exochus evitus
Exochus evitus là một loài tò vò trong họ Ichneumonidae.